# Daniele Croce
Daniele Croce (Giulianova, 9 de setembro de 1982) é um futebolista profissional italiano que atua como meia.

## Carreira
Daniele Croce começou a carreira no Pescara.